# Festival internazionale di Mezza Estate
Il Festival internazionale di Mezza Estate è una manifestazione internazionale di musica, arte, cultura e spettacolo che si svolge annualmente nella città di Tagliacozzo (AQ), in Abruzzo.

## Storia
Il festival internazionale di Mezza Estate è stato ideato nel 1984 dall'assessore comunale di Tagliacozzo con delega alla cultura Carlo De Sanctis e dal professore Lorenzo Tozzi e ufficialmente indetto per la prima volta nel 1985 dalla giunta guidata dal sindaco Benedetto Iacomini. L'intento, ispirandosi al titolo della commedia di William Shakespeare Sogno di una notte di mezza estate e al modello organizzativo del festival dei Due Mondi di Spoleto (PG), era quello di realizzare un festival variegato e di carattere internazionale. Sin dalla prima edizione, tenutasi tra il 13 luglio e il 16 agosto 1985 con un cartellone di oltre venti spettacoli, la manifestazione ha coniugato il balletto, la prosa, il concerto, l'opera, la poesia e il cinema, ospitando artisti di fama internazionale e giovani di talento. 
Il comune di Tagliacozzo, organizzatore del festival, si avvale, attraverso la stipula di convenzioni, della collaborazione logistica di alcune associazioni locali, come ad esempio l'associazione "Amici del Festival" costituita nel 1994. Dal 2005 il festival è stato incluso da una commissione artistica di carattere nazionale nella rassegna denominata "ItaliaFestival".

## I luoghi del Festival
I luoghi che ospitano gli eventi del festival di Mezza Estate sono diversi e tutti collocati nel territorio comunale di Tagliacozzo. Tra questi figurano alcune piazze ed edifici d'interesse come la piazza dell'Obelisco, il chiostro di San Francesco, la chiesa dei Santi Cosma e Damiano, la chiesa di Santa Maria del Soccorso, il piazzale del santuario della Madonna dell'Oriente, la chiesa della Santissima Annunziata, il teatro Talia, il palazzo Ducale, la piazzetta Tre Molini, la piazza Duca degli Abruzzi, il parco della Rimembranza, villa Bella, il tennis club, il paese di Villa San Sebastiano e la faggeta di Marsia.

## Persone legate al festival
| Anno            | Nome                                                  |
| --------------- | ----------------------------------------------------- |
| 1985 - 1994     | Lorenzo Tozzi                                         |
| 1995            | Federico Fiorenza                                     |
| 1996 - 2007     | Lorenzo Tozzi                                         |
| 2008 - 2011     | Lucia Bonifaci                                        |
| 2012            | Lucia Bonifaci, Gabriele Ciaccia e Giuseppe Berardini |
| 2013 - 2016     | Giuseppe Berardini                                    |
| 2017 - in corso | Jacopo Sipari di Pescasseroli                         |

| Anno            | Nome            |
| --------------- | --------------- |
| 2017 - in corso | Luca Ciccimarra |

| Anno            | Nome                                             |
| --------------- | ------------------------------------------------ |
| 2017            | Orchestra Filarmonica di Benevento               |
| 2018            | Tbilisi Opera and Ballet State Theatre Orchestra |
| 2019 – in corso | Orchestra Sinfonica Abruzzese                    |

Ospiti celebri
In 39 anni di storia, il Festival ha accolto i nomi più importanti delle tre discipline e non solo:
- per la danza, Vladimir Derevianko, Alicia Alonso, Diana Ferrara, Micha Van Hoecke, Loredana Furno, Luciana Savignano, Elisabetta Terabust, Carla Fracci, il Balletto del Teatro dell’Opera di Belgrado, il balletto di San Pietroburgo, il balletto del Teatro dell’Opera di Varna, l’Accademia Internazionale di Tango Argentino.
- per la musica classica, Giorgio Gatti, Ruggero Ricci, Alirio Diaz, Rene’ Zosso, Gidon Kramer, Alexander Lonquich, Ines Salazar, Roberto Cappello, Andrea Lucchesini, Alessandro Carbonare, Stefano di Battista, Francesco Cafisio, Bobby Watson, Michele Campanella, Salvatore Quaranta, Giuseppe Albanese, Sandro Ivo Bartoli, Carlo Maria Parazzoli, Francesco Ivan Ciampa, Ettore Pellegrino, Donata d’Annunzio Lombardi, Nicola Piovani, Federico Colli, Raffaella e Gennaro Cardaropoli, Ettore Pagano, Erica Piccotti, Vincenzo Bolognese, Amadi Lagha, Sergio Bologna, Carolina Lopez Moreno, Francesca di Sauro, Ripalta Bufo, Enrique Batiz, Dian Tchobanov, Sandor Gyudi, Sebastien Rouland, Martins Ozolins.
- per il teatro, Bianca Toccafondi, Paola Gassman, Ugo Pagliai, Lucia Poli, Paolo Poli, Piera degli Esposti, Mario Scaccia, Anna Mazzamauro, Giorgio Albertazzi, Glauco Mauri, Massimo Venturiello, Luigi de Filippo, Nando Gazzolo, Valeria Moriconi, Paolo Ferrari, Salvo Randone, Peppe Barra, Mariano Rigillo, Marco Paolini, Oreste Lionello, Pino Quartullo, Alessio Boni, Marcello Prayer, Laura Morante, Rocco Papaleo, Enrico Brignano, Lino Guanciale, Edoardo Leo, Raul Bova, Alessandro Preziosi, Sergio Rubini, Alessandro Haber, Fioretta Mari, Daniele Pecci.
- per il jazz: Trio di Bobby Watson, Maurizio di Fulvio, Mike Rossi, Fabrizio Bosso e Antonello Salis, Danilo Rea, Banda Osiris, Bepi d’Amato, Stefano Bollani, Massimo Moriconi, Alfredo Golino, Sergio Cammariere, Karima, Randy Brecker.
- per la musica leggera: Il Volo, Massimo Ranieri, Antonello Venditti, Francesco de Gregori, Noemi, Fabio Concato, Fiorella Mannoia, Fabrizio Moro, Roby Facchinetti, Amii Stewart, Arisa, Nina Zilli, Vinicio Capossela, Gino Paoli, Grazia di Michele, Mariella Nava, Rossana Casale, Simona Molinari, Antonella Ruggiero, Mogol, Carmen Consoli, Mario Biondi, Raphael Gualazzi, Giovanni Allevi, Roberto Vecchioni, Tosca, Simone Cristicchi.

## Edizioni
- 2018
- 2019
- 2020
- 2021
- 2022